# 高隆之
高 隆之（こう りゅうし、494年 - 554年）は、中国の北魏末から北斉にかけての官僚・政治家。字は延興。もとの姓は徐氏。本貫は高平郡金郷県。

## 経歴
一説に北魏の白水郡守の高幹（徐幹）の子として生まれたという。また一説に宦官の徐成の養子となり、若い頃は雇われ仕事をつとめたともいう。成長すると、身長は8尺あり、髭が美しく、感情を面に表さなかった。北魏の汝南王元悦が司州牧となると、その下で戸曹従事となった。建義元年（528年）、員外散騎常侍を初任とした。行台の于暉とともに羊侃を泰山に攻撃し、于暉の下で行台郎中をつとめた。給事中に任じられ、高歓と深く結びついた。高歓が晋州に入ると、召し出されて治中となり、行平陽郡事をつとめた。
普泰元年（531年）、高歓が信都で起兵すると、隆之は大行台右丞となった。中興元年（同年）、御史中尉に任じられ、尚食典御を兼ねた。高歓の下で従軍して鄴を平定し、行相州事をつとめた。中興2年（532年）、韓陵の戦いに参戦した。太昌元年（同年）、驃騎大将軍・儀同三司の位を受けた。ときに隆之は南陽王元宝炬と酒席で争いを起こした。高歓の計らいで隆之は北道行台として出され、并州刺史に転じ、平原郡公に封じられた。隆之は自ら700戸の減封を申し出て、自分の官位を4階下げて兄の高騰に譲ると、これを認められて、高騰は滄州刺史となった。永熙3年（534年）、高歓が斛斯椿を攻撃すると、隆之は大行台尚書となった。清河王元亶が承制すると、隆之は侍中・尚書右僕射に任じられ、御史中尉を兼ねた。多くの工人を動員して、寺塔を建造したため、高歓の叱責を受けた。
東魏の天平元年（同年）、母が死去し、隆之は服喪のために任を解かれた。ほどなく并州刺史として再び起用され、入朝して尚書右僕射となった。当時の東魏では権勢家が良い農地を占めて、零細民は痩せた土地しか耕作できなかったことから、隆之が高歓に上申して、農地の交換を進め、格差の縮小につとめた。また営構大将をつとめて、鄴都の建設を取り仕切り、南城を増築した。漳水を鄴城の近くまで引き込み、長い堤防を築いて氾濫を予防させた。興和4年（542年）、司徒に進んだ。
武定2年（544年）10月、隆之は河北括戸大使となった。11月、尚書令に任じられた。武定5年（547年）、鄴都に召還されて、領軍将軍・録尚書事に任じられた。まもなく侍中を兼ね、次いで行青州事として出向した。また召還されて、太子太師に任じられ、尚書左僕射・吏部尚書を兼ねた。この頃、隆之は賄賂を受け取っていたことから、高澄に尚書省へ呼び出されて厳しい叱責を受けた。高澄が死去すると、隆之は崔暹と崔季舒を排除するよう高洋に進言した。武定8年（550年）2月、太保に上った。5月、隆之は百官を率いて斉王高洋の皇帝即位を求める勧進をおこなった。
天保元年5月（同年同月）に北斉が建国されると、6月に隆之の爵位は平原王に進んだ。7月、本官のまま録尚書事となり、大宗正卿・監国史を兼ねた。隆之は文宣帝（高洋）の即位前には見下した態度を取っており、即位後も東魏の旧皇族と交友していたため、文宣帝の怒りを買っていた。天保5年（554年）8月、文宣帝の命により隆之は壮士に100回の殴打を受けて放逐され、路上で野垂れ死んだ。享年は61。冀定瀛滄幽五州諸軍事・大将軍・太尉・太保・冀州刺史の位を追贈され、陽夏王に追封されたが、諡は得られなかった。
文宣帝の末年には、隆之の子の高徳枢ら十数人が殺害されて、かれらの遺体は漳水に投げ込まれた。また隆之の墓も暴かれて、骸骨を切り刻まれ、漳水に捨てられた。乾明元年（560年）、兄の子の高子遠が隆之の後を嗣ぎ、陽夏王に封じられて、財産も返還された。

## 伝記資料
- 『北斉書』巻18 列伝第10
- 『北史』巻54 列伝第42